# Torre civica (Pavia)
La torre civica di Pavia è stata una torre in muratura della città di Pavia, costruita nell'XI secolo e crollata il 17 marzo 1989.

## Descrizione
La torre fu fatta realizzare dal vescovo Gugliemo d'Este nella seconda metà del XI secolo, sia come campanile delle due basiliche di Santa Maria del Popolo e Santo Stefano (demolite e sostituite a partire dal 1488 dall'attuale duomo) sia come simbolo dell'unione tra il vescovo e i cittadini di Pavia. La seconda metà dell'XI secolo fu infatti un periodo di passaggio: il comune stava lentamente prendendo forma e la massima autorità cittadina, come in gran parte dell'Italia settentrionale, era il vescovo. Nel XII secolo, quando ormai il comune si era affermato, fu iniziata la costruzione del broletto, realizzato in un'area prima occupata dal palazzo del vescovo. Il broletto e la torre civica erano molto vicini, tanto che, nel corso del XII secolo, il comune prese il controllo della torre. Le campane della torre civica furono utilizzate sia per segnalare le funzioni religiose sia per segnali "profani": secondo il cronista Opicino de Canistris una campana suonava solo per chiamare alle armi i cavalieri e, almeno dal 1414, vi erano altre due campane, destinate una ai membri del consiglio del comune e l'altra agli studenti dell'università. Costruita con pianta quadrata (12,30 x 12,30 metri), la torre raggiungeva un'altezza di 78 metri, mentre lo spessore dei muri era di circa 1,40 metri.
Tra il 1583 e il 1585 l'architetto Pellegrino Tibaldi guidò i lavori per aggiungervi una cella campanaria, in pietra d'Angera, che ospitò le campane dell'adiacente duomo, fino a che queste non furono trasferite in un campanile proprio della Cattedrale. Tra la fine del XVI e il XVII secolo, il piano terreno della torre venne utilizzato dal comune come ufficio dei pesi e delle misure.
Nel 1402 la torre civica fu dotata di un grande orologio, in grado di attivare il suono di una campana allo scadere di ogni ora. L'orologio fu rifatto nel 1621 e poi nel 1710. Il quadrante dell'orologio della torre civica presentava già in origine la scansione delle ore da 1 a 12 e la lancetta delle ore che compiva due giri nell'arco della giornata (nella maggior parte dei macchinari analoghi in altre parti d'Italia, invece, le ore erano mostrate con i numeri 1 a 24), tanto che nel 1786, quando l'imperatore austriaco Giuseppe II impose in tutto l'impero l'unificazione dell'orario al sistema "tedesco" (con l'indicazione delle ore da 1 a 12 ripetuta per due volte), non fu necessario adeguare l'orologio della torre civica.
La torre e l'area circostante furono oggetto di indagini archeologiche nel 1972, tra il 1973 e il 1974, nel 1975, nel 1982 e nel 1983. Dagli scavi emerse che l'interno dell'edificio era stato impiegato tra la fine del XI secolo e l'inizio del XII secolo come laboratorio per il cantiere delle due vicine cattedrali, in quanto vennero rinvenuti residui di ferro, piombo e bronzo, scarti di lavorazione del vetro (per le vetrate delle cattedrali) e grandi quantità di tessere di mosaico. Successivamente, l'interno della torre ospitò un'officina (datata alla prima metà del XIV secolo) per la fusione di campane, utilizzata ancora nel 1415 e tra il 1530 e il 1554.
La torre era decorata con molti bacini ceramici di produzione egiziana e magrebina risalenti ai secoli XI e XII, alcuni dei quali sono stati recuperati dopo il crollo e sono ora conservati nei Musei Civici, presso il Castello Visconteo; la grande campana della torre, fusa in bronzo a Pavia alla fine del XVI secolo, è stata invece collocata nel portico interno del Broletto.

## Il crollo

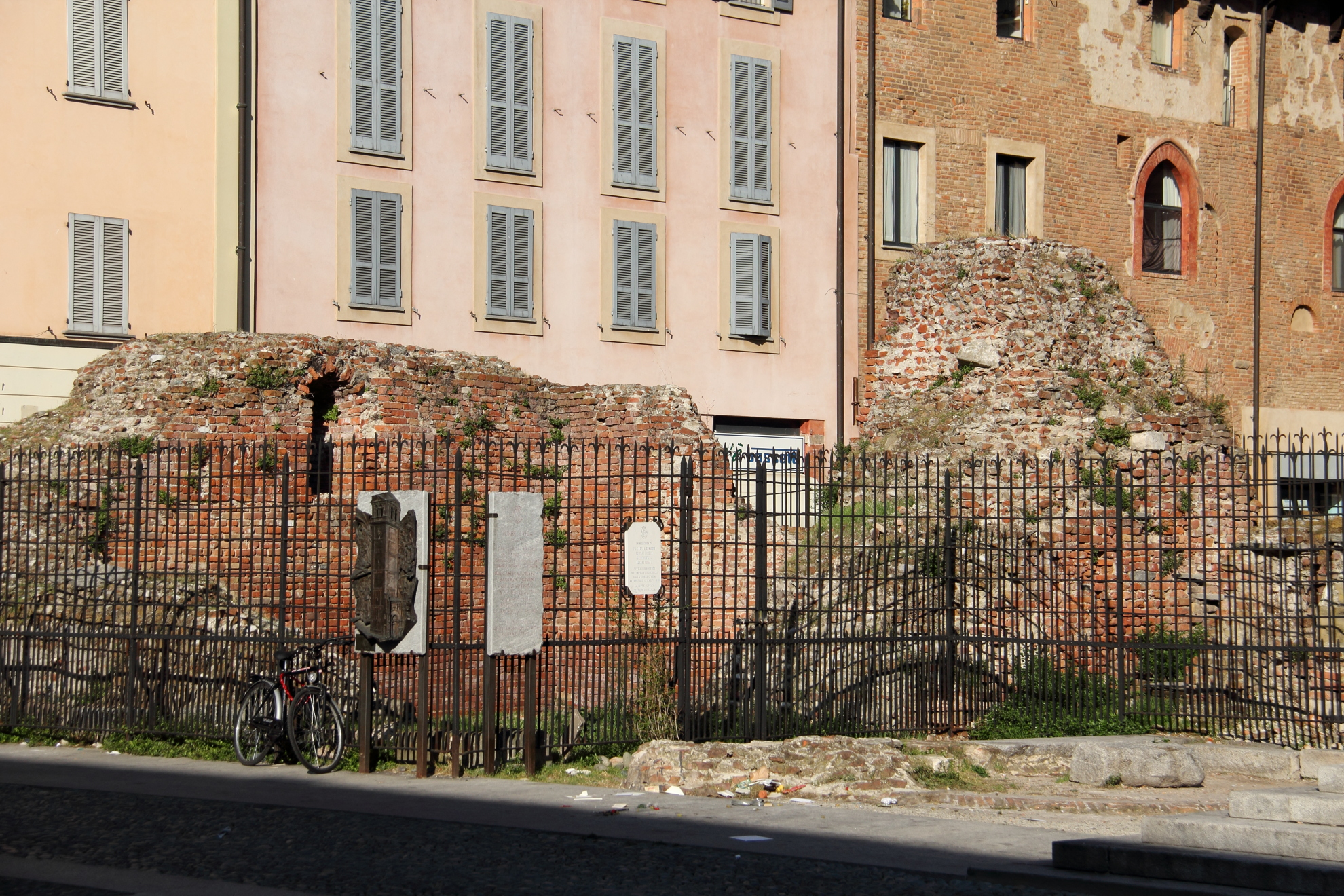
I resti in rovina della torre (2012)

Alle ore 8:55 di venerdì 17 marzo 1989, all'improvviso, la torre è collassata rovinosamente, sgretolando 8 000 m³ di mattoni, sabbia e granito. L'incidente, le cui cause non sono mai state chiarite, provocò quattro vittime, un uomo e tre donne, e 15 feriti.
Il 20 ottobre 1994, con l'atto n. 1489 della Camera dei Deputati, durante la XII Legislatura, il critico d'arte Vittorio Sgarbi, all'epoca deputato per Forza Italia, insieme ad altri soggetti, presentò una proposta di legge per la ricostruzione della torre, trovando la disponibilità di 10 miliardi di lire: tuttavia il progetto non andò in porto anche a causa dell'opposizione da parte di alcune personalità, fra le quali la storica dell'arte Rossana Bossaglia e l'allora sindaco di Pavia, il leghista Rodolfo Jannaccone, poiché tacciato di creare un falso storico.

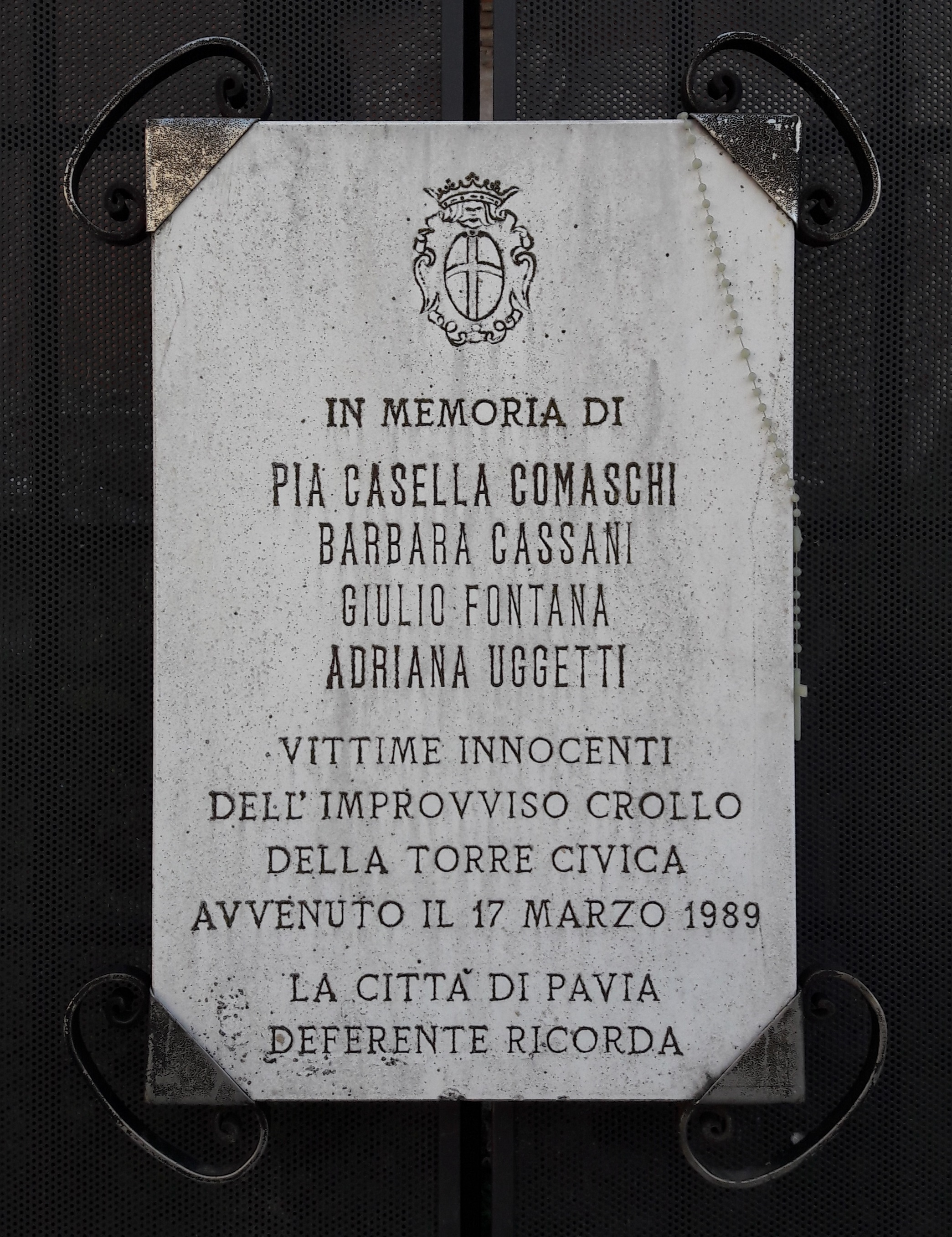
Targa commemorativa delle vittime

Nello stesso anno sulla cancellata dei resti della torre venne posizionato il bassorilievo commemorativo La Torre Civica e la sua storia, progettato e realizzato dall'artista pavese Antonio Luigi De Paoli su commissione del Kiwanis Club Pavia.
I resti in pietra della torre sono stati in parte lasciati sul luogo del crollo, in parte spostati presso il fossato del Castello Visconteo di Pavia, dove sono tuttora conservati; il 17 marzo 2014, a 25 anni esatti dal crollo, è stato inaugurato un memoriale in ricordo delle vittime, composto da una vasca piena d'acqua inserita all'interno dei ruderi e da specchi con giochi di luce che ripropongono in profondità l'idea della torre.